# Ludvig Josephson (1832–1899)
Ludvig Oskar Josephson, född 20 februari 1832 i Stockholm, död 29 januari 1899 i samma stad, var en svensk teaterledare och dramatiker.

## Biografi
Josephson begav sig 1851 till Paris och fick anställning hos en av de större bokhandlarna. Där kom han i kontakt med flera av Frankrikes författare. All sin lediga tid ägnade han åt teaterstudier, inte minst av regiarbete. Efter att ha vistats i Dresden 1853–1854, återvände han 1854 hem. I Stockholm tog han plats i bokhandel och bedrev 1855–1857 egen sådan. 1858 debuterade han på dåvarande Mindre teatern i titelrollen för Narcisse Rameau av A E Brachvogel och var anställd vid teatern till 1861. Dessutom sysselsatte han sig med översättningar och bearbetningar av stycken för småteatrarna. 1861 debuterade han på Kungliga teatern som Jago i Shakespeares Othello. Samma år erhöll han ordinarie anställning där och utnämndes 1864, sedan August Bournonville lämnat densamma, till regissör för skådespelet. Under åren 1865–1868 var han intendent för både den lyriska och den dramatiska scenen.
Josephson utvecklade under dessa år en energisk verksamhet och satte bland annat upp operorna Hans Heiling, Qventin Durward, Judinnan, Hertig Magnus och sjöjungfrun, Afrikanskan, Marco Spada, Romeo och Julia, La Traviata (Den vilseförda). Dessutom gjorde han, till en del efter egna scenbearbetningar, däribland William Shakespeares Richard II, Coriolanus och Timon av Aten, Johann Wolfgang von Goethes Egmont, Lord Byrons Sardanapalus, Adam Oehlenschlägers Väringarna, Germain Delavignes Ludvig XI, Frans Hedbergs Bröllopet på Ulvåsa och Vasaarvet, Bjørnstjerne Bjørnsons Maria Stuart i Skottland samt sina egna dramer Folkungalek (1864) och Marsk Stigs döttrar (1866) (med musik av August Söderman), jämte komedien Med konstens vapen (1867; tryckt 1893).
Då Josephson lämnat sin plats vid de kungliga teatrarna, innehade han 1868–1869, tillsammans med dekorationsmålaren Fritz Ahlgrensson, Mindre teatern (nu i Hammerska ladan) i Stockholm, där ett italienskt operasällskap gav föreställningar, omväxlande med de svenska dramatiska. Därnäst gjorde Josephson ett par försök som teaterledare, dels i Göteborg 1869–1870, dels med Ludvig Zetterholm och Ernst Wallmark vid Södra teatern och Ladugårdslandsteatern i Stockholm 1871–1872. Under tiden utvecklade han en livlig författarverksamhet. Förutom flera smärre stycken skrev han komedierna Rivaler av missförstånd (1869; tryckt 1893), Kapten Gars (1870) och Familjeliv (1871), skådespelen Paris (1871), tecknande typer från Paris under Septemberrevolutionen och belägringen, och Thord Hasle (1878), operatexterna Hjalmar och Ingeborg (tryckt 1874), Allt för kungen (1870) och Blenda (1874) samt broschyren Våra teaterförhållanden (1870). 
1873–1877 ledde han Kristiania teater, där han bland annat med framgång iscensatte Henrik Ibsens Peer Gynt och införde operaföreställningar. 1879–1887 innehade Josephson, med skådespelaren Victor Holmquist, Nya Teatern i Stockholm och var 1880–1890 tillsammans med honom ägare av densamma. Vid denna teater uppförde han bland annat William Shakespeares Hamlet, Macbeth, Julius Caesar, Othello och Richard II, Gotthold Ephraim Lessings Emilia Galotti, Johann Wolfgang von Goethes Faust, Friedrich von Schillers Don Carlos, Pedro Calderón de la Barcas Domaren i Zalamea, Johan Börjesson Erik XIV, Henrik Ibsens Brand och August Strindbergs Mäster Olof. Tillika riktade han sin teaters repertoar med äldre och nyare alster av såväl den utländska som den inhemska teaterlitteraturens olika arter, jämväl inom den äldre, gedigna komiska operans och den moderna, lättare operettens område. 
Under förra hälften av 1890-talet verkade han som regissör och 1895–1896 som sekreterare vid Kungliga Operan. Josephson utgav vidare större broschyrer över inhemska teaterfrågor (1885, 1888, 1894), Teaterregie (1892), Studier och kritiker (5 häften, 1895–1898), skådespelet En stormig dag (1893) (med scenmusik av Tor Aulin), dikterna Gamla plantor och nya skott (1896), Ett och annat om Henrik Ibsen och Kristiania teater (1898) med mera.
Det var i synnerhet Josephsons erkända blick för scenen, hans artistiska ledning och instruktörtalang, i förening med hans aldrig modfällda entusiasm för att odla det högre dramat, som förvärvade honom den rangplats han intog inom den svenska teatern.

## Familj
Ludvig Josephson var bror till tonsättaren Jacob Axel Josephson, manufakturisten Wilhelm Josephson och musikhandlaren Edvard Josephson. Konstnären Ernst Josephson var hans brorson. Han var bror till skådespelaren Erland Josephsons farfarsfar.

## Teater

### Roller (ej komplett)
| År   | Roll                        | Produktion                                                | Regi | Teater                      |
| ---- | --------------------------- | --------------------------------------------------------- | ---- | --------------------------- |
| 1863 | Vertillac, rik f.d. notarie | Så kallade Hedersmän Théodore Barrière och Ernest Capendu |      | Kungliga Dramatiska Teatern |
| 1863 | Pesca, Italiensk flykting   | Den hvitklädda qvinnan Wilkie Collins                     |      | Kungliga Dramatiska Teatern |

### Skönlitteratur
- Ännu en gång "Den svaga sidan" : travesti i en akt med sång. Svenska Theatern; 105. Stockholm: Bonnier. 1861. Libris 9997546
- Folkunga-Lek : första avdelningen : Håtuna-leken  : romantiskt- historiskt skådespel i fem akter. Stockholm: Bonnier. 1864. Libris 2693520
- Marsk Stigs döttrar : skådespel i 5 akter. Stockholm: Ad. Bonnier. 1866. Libris 1582535
- Paris : skådespel i 2 afdelningar och 5 akter. Stockholm: Seligmann. 1871. Libris 1582536
- Thord Hasle. Stockholm: Bonnier. 1878. Libris 12037
- Rivaler af missförstånd : komedi i två akter. Stockholm: Bonnier. 1893. Libris 2690892
- Teaterstycken. 1-3. Stockholm: Bonnier. 1893. Libris 2148651 - Innehåll: En stormig dag; Rivaler av missförstånd; Med konstens vapen.
- Gamla plantor och nya skott : dikter. Stockholm: Nordin & Josephson. 1896. Libris 22710033. http://hdl.handle.net/2077/56657

### Varia
- Våra teater-förhållanden : betraktelser och uppsatser. Stockholm: Samson & Wallin. 1870. Libris 284613. https://runeberg.org/jlteater/
- Något om våra nyaste teaterförhållanden. Stockholm: Looström. 1885. Libris 128294
- Viktiga teaterfrågor för dagen : kritiskt belysta. Stockholm: Nordin & Josephson. 1885. Libris 679141
- Teater-regie : regissörskap och i-scen-sättningskonst. Stockholm. 1892. Libris 242407
- Rakt på sak : teaterfunderingar. Stockholm: Bonnier. 1894. Libris 22549815. https://runeberg.org/raktpasak/
- Studier och kritiker. Häfte 1-5. Stockholm: Nordin & Josephson. 1895-1898. Libris 2020461
- Ett och annat om Henrik Ibsen och Kristiania teater. Stockholm. 1898. Libris 287108